# Win Mortimer
James Winslow Mortimer, detto Win (Hamilton, 1º maggio 1919 – 11 gennaio 1998), è stato un fumettista canadese.
Attivo sulle principali case editrici di comics durante i periodi della Golden Age e della Silver Age, Mortimer è conosciuto principalmente per il lavoro svolto sul personaggio di Superman, da lui disegnato in molte testate del personaggio.

## Biografia
Nato ad Hamilton in Canada, iniziò la carriera d'illustratore dopo una breve ferma nell'esercito canadese durante la Seconda Guerra Mondiale.
Dopo aver disegnato poster e locandine, iniziò a lavorare alla DC Comics nel 1945 e in breve divenne copertinista per le testate di Batman, Superman e Superboy. Moltissime le sue cover di Detective Comics (numeri sparsi tra il # 135 e il # 230), Batman (dal #48 al #187), Action Comics (dal 119 al #211). Il primo lavoro sul Cavaliere Oscuro fu nel # 105 di Detective Comics, nella storia The Batman Goes Broke del novembre 1945: Mortimer, come molti altri artisti, risultava ghost penciller del lavoro di Bob Kane, a cui venivano accreditati i disegni dell'epoca.
Dal 1947 al 1949 entra nel team della storica testata Star-Spangled Comics, dove disegna in particolare il personaggio di Robin; lasciò la DC nel 1956.
Tornato in patria, si dedica alle strisce del personaggio di Larry Brannon sul quotidiano Toronto Star; in seguito, fino al 1983, lavora per molte case editrici (di nuovo DC, Marvel, Gold Key) spaziando in diversi generi, non solo di supereroi; disegna ad esempio molti albi di The Twilight Zone - Ai confini della realtà, testata della Gold Key "figlia" della celebre serie televisiva.
Dopo il 1983 lavora nella grafica pubblicitaria nello studio Continuity Associates di Neal Adams e Dick Giordano.
Per il suo contributo al personaggio di Superman, nel 2006 Mortimer è stato insignito postumo del Joe Shuster Award, importante premio canadese dedicato al padre grafico di Superman.